# Hôtel de Bourbon-Condé
L’hôtel de Bourbon-Condé est un hôtel particulier situé à Paris en France.
Il est depuis 2008 la propriété de la famille royale du Bahreïn.

## Localisation

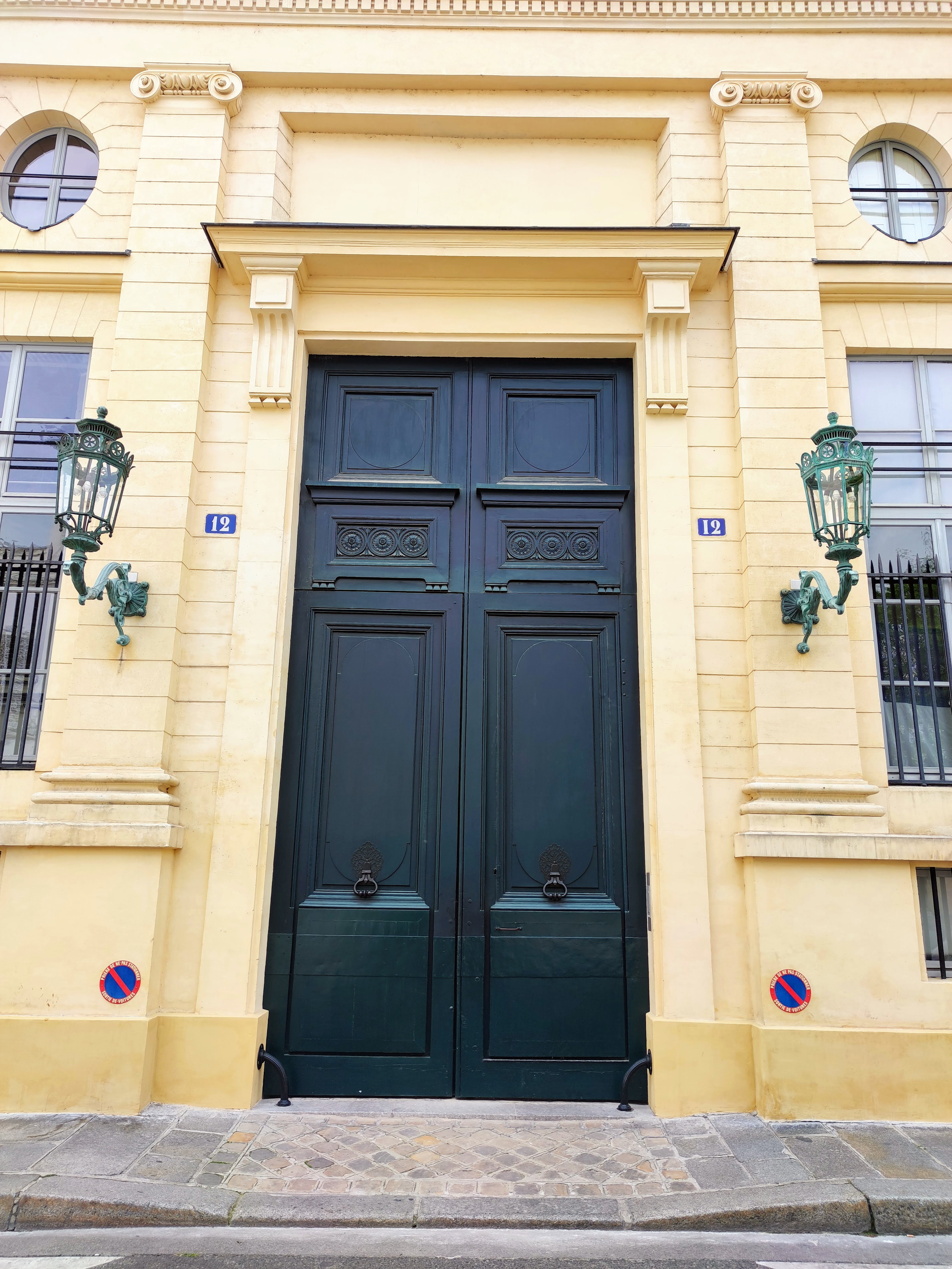
Portail sur rue.

Il est situé au 12 rue Monsieur, dans le 7e arrondissement de Paris.

## Histoire
Il s'agit d'un hôtel particulier construit entre 1781 et 1782 par Brongniart pour Louis V Joseph de Bourbon-Condé (1736-1818), 8e prince de Condé, en vue de servir de résidence à sa fille, Louise Adélaïde de Bourbon (1757-1824), dite « Mlle de Condé », abbesse de Remiremont, puis abbesse du Temple, fondatrice en 1816 d'une communauté de Bénédictines de l'Adoration perpétuelle du Très Saint Sacrement. En 1847, l'hôtel est acquis par la Congrégation des pères mékhitaristes, qui y fondent le collège arménien Samuel Moorat (dit Samuel Mouradian). Inauguré en 1846, le collège est fermé en 1870. Le bâtiment n'est pas immédiatement vendu mais une partie est utilisée comme lieu d'habitation tandis qu'une autre est mise à la disposition d'étudiants sous la direction du père Apraham Djarian. Le 24 janvier 1880, l'hôtel est vendu au comte Chambrun. Appartenant depuis le début du XXe siècle à une congrégation religieuse, les sœurs du Cœur de Marie, il abrite après 1930 une école privée, l'Institut Rue Monsieur. Devenu mal adapté à l'enseignement et trop onéreux à entretenir, l'édifice est mis en vente par les religieuses en 2007.
D'une superficie de 3 000 m2 de plancher sur un terrain de 5 000 m2, l'hôtel est vendu au roi de Bahreïn en mai 2008 pour la somme de 78 millions d'euros. De grands travaux sont entrepris, afin d'installer notamment une salle de cinéma et un parking.
Il est classé monument historique, avec ses dépendances et son jardin, par décret du 24 mai 1939. Les bas-reliefs de Clodion figurant des bacchanales d'enfants qui ornaient la façade sur cour sont conservés au musée du Louvre, au Metropolitan Museum of Art de New York et au palais des ducs de Lorraine-Musée lorrain de Nancy. 
Un panneau Histoire de Paris se trouve devant l'hôtel.